# Hamilton Palace

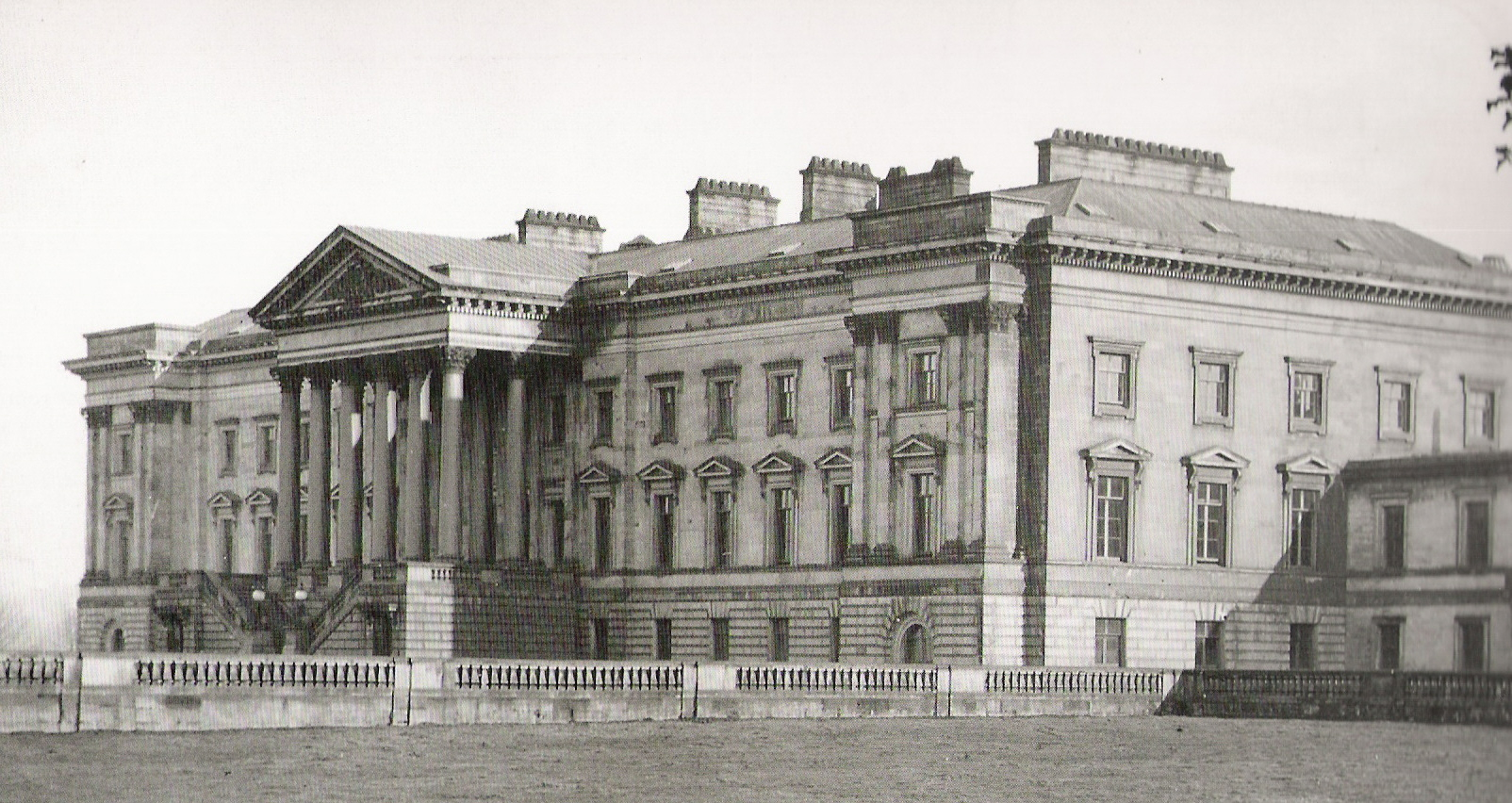
Hamilton Palace 1916

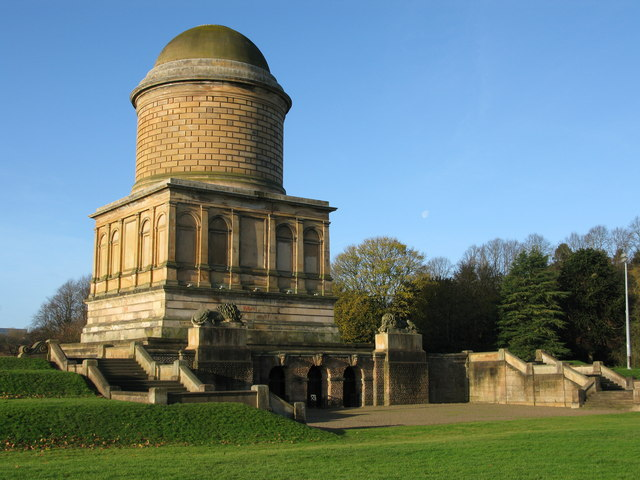
Släkten Hamiltons mausoleum 2008

Hamilton Palace är ett gods med ett 1921 rivet slott nordost om Hamilton i South Lanarkshire, Skottland. Godset tillhörde släkten Hamilton i nära 300 år. 
Slottet byggdes 1695 av arkitekten James Smith, på uppdrag av William Hamilton, 3:e hertig av Hamilton. På samma ställe hade ursprungligen stått en borg från 1200-talet.
Man planerade en ny huvudfasad på 1730-talet efter ritningar av William Adam, men den dåvarande hertigens förtidiga död och ekonomiska bekymmer försenade ändringen i nära 100 år. Man använde då de ursprungliga ritningarna. Slutligen blev det en enorm byggnad, en av de största i Skottland. 
Paradvåningen kom med tiden att innehålla en värdefull konstsamling med verk av Tizian, Anthonis van Dyck och många andra. Men till slut blev det ohållbart att bo i ett så stort hus och efter att ha varit uthyrt åt brittiska staten under första världskriget som sjukhus revs hela det enorma huset 1921. Den officiella förklaringen var att hela huset höll på att sjunka (till följd av familjens egna kolgruvor, som delvis löpte in under grunden).
Godset kallas numera för the Hamilton Palace Sports Grounds och parken införlivades efter hand med Strathclyde Country Park. Familjen Hamiltons mausoleum finns dock kvar och är öppet för allmänheten.